# Komsomolskoje (obwód czelabiński)
Komsomolskoje (ros. Комсомольское) – wieś (sieło) w Rosji, w obwodzie czelabińskim, w rejonie wierchnieuralskim. W 2021 liczyła 179 mieszkańców.